# Gruen Watch Company
Gruen Watch Company war ein Uhrenhersteller in den Vereinigten Staaten.

## Geschichte
Im Jahr 1867 emigrierte der 20-jährige deutsche Uhrmacher Dietrich Gruen (1847–1911) aus dem rheinhessischen Osthofen in die USA. Dort heiratete er Pauline Wittlinger, die Tochter eines Uhrmachers aus Delaware/Ohio und arbeitete zunächst einige Jahre für seinen Schwiegervater. Im Alter von 27 Jahren beantragte er ein Patent für einen verbesserten Minutenrad-Sicherheitstrieb in Uhrwerken. 1874, das Jahr dieser bedeutenden Erfindung, sollte später als Gründungsdatum der Gruen Watch Company vermarktet werden, obwohl diese erst 20 Jahre später offiziell aus der Taufe gehoben wurde.

### Columbus Watch Manufacturing Company
Zunächst gründete Grün jedoch im Jahr 1876 noch mit einem Partner die Columbus Watch Manufacturing Company in Columbus/Ohio. Diese zunächst sehr erfolgreiche Firma geriet aber infolge der „Panik von 1893“ in wirtschaftliche Schwierigkeiten. Deshalb verließ Dietrich Gruen 1894 die Firma kurz vor ihrem Bankrott.

### D. Gruen & Son
Dietrich Gruen gründete noch im selben Jahr, als er die Columbus Watch Manufacturing Company verließ, zusammen mit seinem Sohn Frederick (Fritz) Gruen (1872–1945) die Uhren- und Uhrwerkefabrik D. Gruen & Son. Gemeinsam entwickelten sie ein vollkommen neues Uhrwerk. Die Uhrwerke sollten zunächst in Deutschland produziert und von dort nach Amerika exportiert werden.
Frederick Gruen, der von 1892 bis 1893 die Deutsche Uhrmacherschule in Glashütte besucht hatte, lernte während seines Studiums Paul Assmann kennen, dessen Familie in Glashütte eine angesehene Uhrenmanufaktur betrieb. Da die USA gerade in eine ökonomische Krise gerutscht und in Glashütte die notwendigen Fachkräfte vorhanden waren, gründeten die beiden zusammen 1894 die „Grünsche Uhrenfabrikation Grün und Assmann“. Ziel war es, eine industrielle Uhrenproduktion nach amerikanischem Vorbild in Glashütte zu etablieren. Die notwendigen Maschinen wurden aus den USA eingeführt, und bereits im nächsten Jahr wurden 1800 Uhren produziert. Ein speziell für den amerikanischen Markt entwickeltes Taschenuhrwerk wurde über viele Jahre in Glashütte gefertigt und in den USA in die Gruen-Uhren eingebaut. Neben den Assmann-Uhrwerken verkaufte Gruen zu jener Zeit auch Uhren mit einem LeCoultre-Uhrwerk.

### D. Gruen & Sons
1897 stieg auch der jüngere Sohn Georg J. Gruen als Partner in die Gruensche Uhrenfirma ein. Er hatte zuvor eine kaufmännische Ausbildung absolviert und als Buchhalter gearbeitet. Die Firma wurde daraufhin in „D. Gruen & Sons“ umfirmiert.
1898 verlegte Gruen seinen Firmensitz von Columbus nach Cincinnati, wo man im selben Jahr auch die Queen City Watch Case Company kaufte. Diese wurde in „The Gruen National Watch Case Company“ umbenannt.
Um die Jahrhundertwende beschloss Gruen, die Produktion von Glashütte nach Biel in die Schweiz zu verlagern, da die schweizerischen Mitarbeiter anders als die deutschen den neuen amerikanischen Fertigungsmethoden aufgeschlossener gegenüberstanden. 1903 wurde in Biel „The Gruen Watch Manufacturing Company“ gegründet. Gruen wurde somit einer der ersten amerikanischen Hersteller, die Schweizer Uhrwerke in ihren in Amerika hergestellten Uhren montierten.
Einige der besten Uhrwerke kamen bereits damals von der Firma Aegler SA in Biel. Bereits vor 1910 begann man aber auch in der Schweiz mit einer eigenen Uhrwerksproduktion. Die Produktionsräume in Biel mussten über die Jahre kontinuierlich erweitert werden.
Nachdem den Firmengründer Dietrich Gruen auf einer Reise nach Europa am 10. April 1911 kurz vor Italien ein plötzlicher Herztod ereilte, übernahm sein ältester Sohn Frederick Gruen die Leitung der Firma. Dieser war ein Anhänger der mittelalterlichen Zünfte und Handwerksgilden und vermarktete fortan seine Uhren unter diesem Motto. Seine Idee war es, fortschrittliche Technik mit Handwerkskunst zu vereinen, was sich in den Arbeitsbedingungen in den Fabriken, der Architektur der Gebäude und nicht zuletzt in der Qualität der Produkte widerspiegeln sollte.

### Time Hill

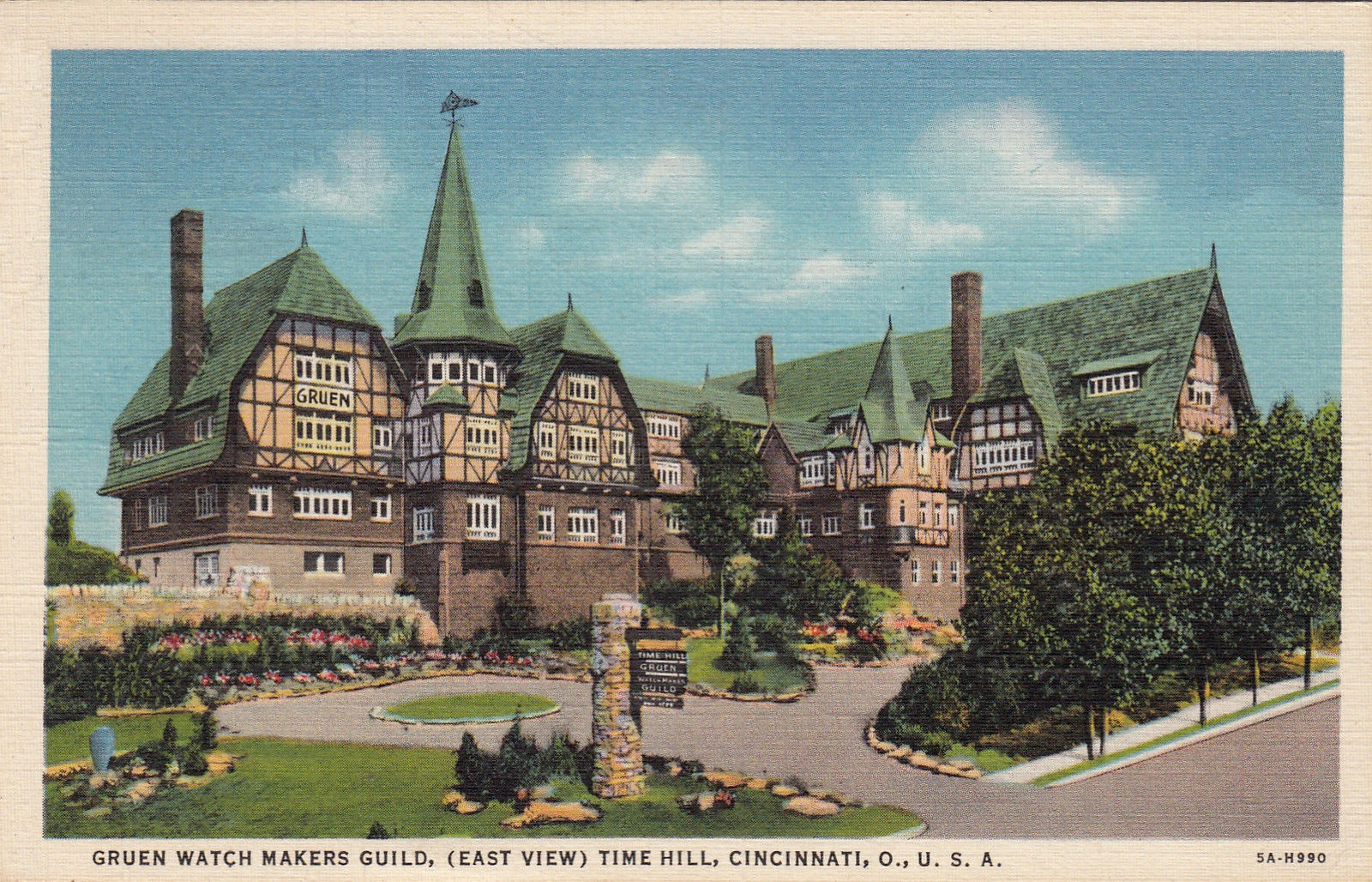
Time Hill, Cincinnati, OH/USA (1937)

Mit zunehmendem wirtschaftlichem Erfolg musste Gruen im Jahre 1917 die angestammten Produktionsräume im Zentrum von Cincinnati verlassen und baute außerhalb der Stadt auf einem Hügel eine neue Firmenzentrale. Der Gebäudekomplex, den man „Time Hill“ nannte, war einer mittelalterlichen Gildenhalle nachempfunden und wurde bis in die 1930er Jahre nach und nach erweitert. In Time Hill wurden die Gruen-Uhren aus Schweizer Uhrwerken und amerikanischen Uhrgehäusen, Armbändern, Uhrgläsern etc. montiert und justiert. Außerdem befanden sich hier eine Reparaturwerkstatt, Verkaufsräume und die Verwaltung.

### Precision Factory
Da Time Hill in Cincinnati ein großer Erfolg war, wollte Gruen auch in der Schweiz einen ähnlichen Gebäudekomplex errichten. Der Architekt G. C. Burroughs, der bereits Time Hill erbaut hatte, kämpfte aber mit dem Widerstand der Schweizer Behörden, denen das Gebäude zu verspielt war.
Schließlich konnte 1922 die Precision Factory in Biel eröffnet werden, wo fortan die besten Uhrwerke für Gruen hergestellt werden sollten.
Das neue Gebäude lag genau gegenüber der Uhrenwerke Aegler SA, mit der man weiterhin eng kooperierte. Gruen und der Mitbewerber Rolex, der zu dieser Zeit keine eigene Produktion unterhielt, waren in den 1920er Jahren die größten Kunden der Uhrenwerke Aegler. Beide hatten sich auch finanziell an der Firma beteiligt. Der vollständige Name der Firma war zu jener Zeit „Aegler, Société Anonyme, Fabrique des Montres Rolex & Gruen Guild“.

### Gruen Watch Company
Im Jahr der Eröffnung der Precision Factory wurden die Einzelfirmen „D. Gruen, Sons & Company“, „The Gruen National Watch Case Company“ (beide Cincinnati/USA) und „The Gruen Watch Manufacturing Company“ in Biel/Schweiz zur „Gruen Watch Company“ vereint. Ihr stand künftig Frederick Gruen als Präsident vor.
Mitte der 1920er Jahre war Gruen der größte und erfolgreichste Uhrenhersteller in den USA. Die USA hatten zu dieser Zeit eine florierende Uhrenindustrie. Firmen wie Gruen, Hamilton, Bulova, Elgin, Waltham und Illinois bedienten das obere Marktsegment, und Schweizer Importe waren bis auf Ausnahmen oft im Niedrigpreissegment angesiedelt.

### Alpina Gruen Gilde SA
Bereits 1883 war die „Schweizerische Uhrmacher-Corporation“ als Vereinigung der führenden Schweizer Hersteller und Händler von Uhren gegründet worden. Bald darauf begann man mit der Herstellung und dem Vertrieb eigener Uhrwerke und vermarktete unter dem Namen Alpina nur die Uhren der besten Qualität. Bis in die 1920er Jahre hatte sich Alpina einen guten Ruf und ein großes Händlernetz zugelegt. Da Gruen auch in Europa Fuß fassen wollte, fusionierte die Gruen Watch Company 1929 mit der Genossenschaft Alpina Union Horlogère und gründete die SA Alpina Gruen Gilde SA. Im Jahr 1930 verfügte die neue Firma über ein Vertriebsnetz von 1575 Einzelhändlern, mehrheitlich in Europa. Da aber die politischen Verhältnisse einer europäisch-amerikanischen Zusammenarbeit entgegenstanden und Gruen infolge der Weltwirtschaftskrise in wirtschaftliche Schwierigkeiten geriet, wurde die Alpina Gruen Gilde SA 1939 wieder aufgelöst. Bereits 1934 hatte Gruen auch seine Anteile an Aegler an den Partner Rolex verkauft, der Aegler später vollständig übernahm.

### Rückzug der Familie
Im Zuge der Weltwirtschaftskrise fielen die Verkäufe von Uhren in den USA von über 5 Millionen Stück im Jahr auf ca. 800.000. Kunden fragten auch vermehrt günstige Modelle nach, die Gruen zu diesem Zeitpunkt nur bedingt anbieten konnte. Im Jahr 1935 hatte Gruen Schulden in Höhe von 1,8 Millionen Dollar angehäuft. Banken und Aktionäre forderten daher einen Neuanfang. Frederick Gruen wechselte darauf im Jahr 1935 im Alter von 63 Jahren als Vorsitzender in den Aufsichtsrat und machte Platz für den 43 Jahre alten Benjamin Samuel Katz (1892–1969). Katz kannte die Industrie von seiner Tätigkeit bei dem Uhrgehäusehersteller Katz & Ogush in New York, der Uhrgehäuse für viele verschiedene Uhrenhersteller fertigte. Frederick Gruen ging 1940 in den Ruhestand, war aber noch Mitglied des Aufsichtsrats bis zu seinem Tod im Jahr 1945. 1953, ein Jahr nach dem Tod von George Gruen, verkaufte die Familie ihre Anteile an der Firma, die im selben Jahr ihren wirtschaftlichen Höhepunkt erreichte, mit den höchsten Verkäufen in der gesamten Firmengeschichte.

### Gruen Industries
Nach dem Abschied der Familie verlor die Firma ihren Fokus und versuchte in andere Geschäftszweige zu diversifizieren. Dies äußerte sich auch im Namen der in Gruen Industries geändert wurde. Die Uhrenherstellung war nur noch einer von mehreren Geschäftszweigen. Im Mai 1956 kaufte man den kanadischen Ableger von Waterman Pen, um ihn im November mit einem Verlust weiterzuverkaufen. Vorher hatte man zur Finanzierung noch die eigene kanadische Vertriebsfirma verkaufen müssen. Erschwerend kam hinzu, dass Gruen einen 8 Millionen Dollar schweren Regierungsauftrag verlor und zusätzlich von heftigen Kartellrechtsklagen überzogen wurde. 1958 wurde schließlich Gruen Industries aufgelöst und die Teile verkauft.

### Die Nachfolgefirmen
Time Hill wurde 1958 geschlossen und die Uhrenproduktion nach New York verlagert, wo noch 15 Jahre lang weiter mechanische Uhren produziert wurden. Eine Wiederbelebung der Firma im Jahr 1976 scheiterte am Missmanagement und dem Siegeszug der Quarzuhren, der die ganze Uhrenindustrie auf den Kopf stellte. Anfang der 1990er Jahre brachte „M. Z. Berger and Company“, die zwischenzeitlich die Markenrechte gekauft hatte, eine Reihe an Replikas alter Gruen-Uhren mit Quarzuhrwerk auf den Markt. Heute finden sich nur noch gebrauchte Gruen-Uhren im Handel. In der Zwischenzeit haben sich, ähnlich wie bei anderen Uhrenmarken auch, Sammler der Pflege der Historie dieser einstmals so angesehenen Uhrenmarke angenommen.
Die Precision Factory wurde in der Folge an Rolex verkauft, die das Gebäude heute für ihre Verwaltung nutzt.

## Technik

### Uhrenmodelle
Die Uhrenmarke Gruen zeichnete sich durch eine schier unübersichtlich große Zahl an Uhrenmodellen und Typvarianten aus. Selbst Kenner und ambitionierte Sammler treffen daher immer wieder auf neue bisher unbekannte Varianten. Die Tatsache, dass bei der Auflösung der Firma in den 1950er Jahren alle Firmenarchive und schriftlichen Unterlagen zerstört wurden oder zumindest verloren gingen, erschwert zudem die Systematik dieser Uhrenmarke. In den letzten Jahren wurde aber durch Untersuchungen und Publikationen, u. a. durch Mike Barnett, einiges Licht ins Dunkel gebracht.
Ausgangspunkt ist die Typenbezeichnung (engl. „style number“) die bei vielen aber leider nicht allen Gruen-Uhren im Inneren des Uhrendeckels eingeprägt ist. Es handelt sich meist um eine dreistellige Zahl, die durch einen Bindestrich von einer weiteren ebenfalls meist dreistelligen Zahl, der Laufwerksbezeichnung, getrennt ist, die meist vorangestellt ist. Die Typenbezeichnung ist eine fortlaufende Zahl, die wahrscheinlich Ende der 1920er-Jahre begonnen und bis zur Liquidation des Unternehmens Ende der 1950er Jahre verwendet wurde. Pro Jahr wurden im Durchschnitt mehr als 50 verschiedene Modelle auf den Markt gebracht, so dass die höchste bekannte Typnummer die 1231 ist. Ab der Typbezeichnung 1000 wurde die führende 1 weggelassen, so dass die Typenbezeichnung ab ca. 1956 wieder mit 0 anfängt. Zu jeder Typnummer, die sich auf das Gehäuse und das Uhrglas der Uhr bezieht, gehört normalerweise ein bestimmtes Uhrwerk. Es sind aber rund 225 Uhrenmodelle bekannt, die mit mindestens zwei verschiedenen Uhrwerken, in Einzelfällen und bei sehr erfolgreichen Modellen (beispielsweise Modell 466) sogar mit bis zu 7 verschiedenen Uhrwerken ausgeliefert wurden. Darüber hinaus wurden viele Uhrenmodelle mit in Farbe und Gestaltung unterschiedlichen Zifferblättern ausgeliefert. Zieht man alle diese Varianten in Betracht, kann man leicht von mehreren Tausend verschiedenen Uhrenmodellen und Modellvarianten ausgehen, wodurch Gruen in seiner Zeit sicherlich eine der kreativsten Uhrenmarken war, was verbunden mit der hohen Qualität der Uhrwerke auch viel zum Erfolg beitrug.

### Uhrwerke (Kaliber)
Gruen besaß im Gegensatz zu den meisten anderen amerikanischen Uhrenfirmen bereits früh eine eigene Manufaktur von Uhrwerken und war daher nicht oder nur sehr wenig auf fremde Uhrwerke angewiesen. Die Uhrwerke wurden überwiegend mit dreistelligen Ziffern bezeichnet, denen teilweise Buchstaben vorne oder hinten angehängt wurden. Die Buchstaben dienten der Unterscheidung bestimmter Komplikationen, falls von einem Uhrwerk verschiedene Varianten hergestellt wurden. Im Einzelnen bedeutet:
SUFFIX:
SS = Sweep Second (Zentralsekunde)
CA = Calendar (Monatstag)
CD = Calendar, Day (Monatstag, Wochentag)
C = Curved (gewölbte Zifferblattseite)
R = Resistant (Stoßsicherung)
RI = Reserve Indicator (Gangreserveanzeiger)
PRÄFIX:
N (beweglicher Spiralklötzchen-Träger)

### Modellfamilien
Aus der Kombination von Uhrwerken und Uhrenmodellen kann man verschiedene Modellfamilien unterscheiden, wie im Folgenden anhand der Herrenarmbanduhren dargestellt wird:

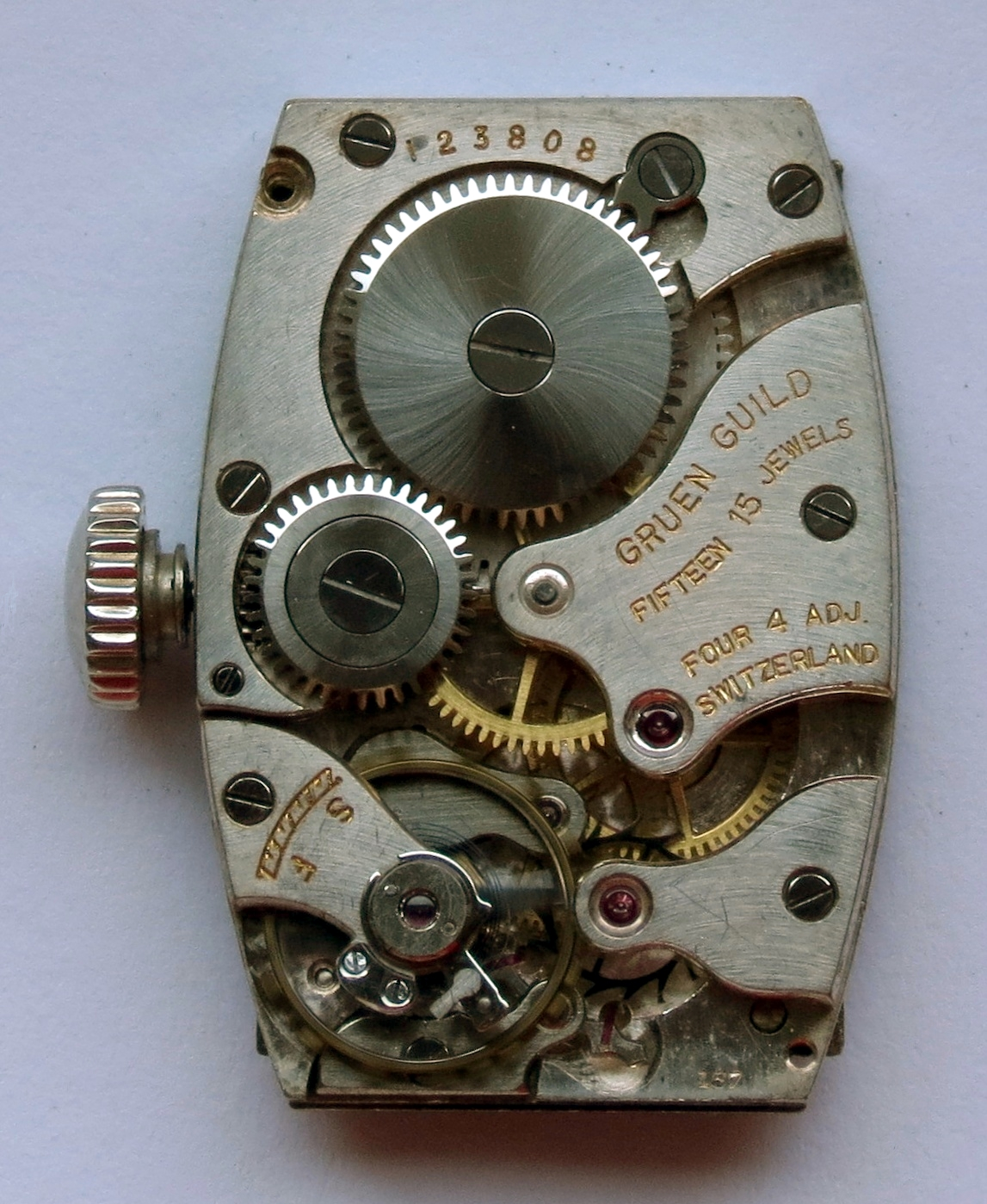
Gruen Quadron 157 Uhrwerk

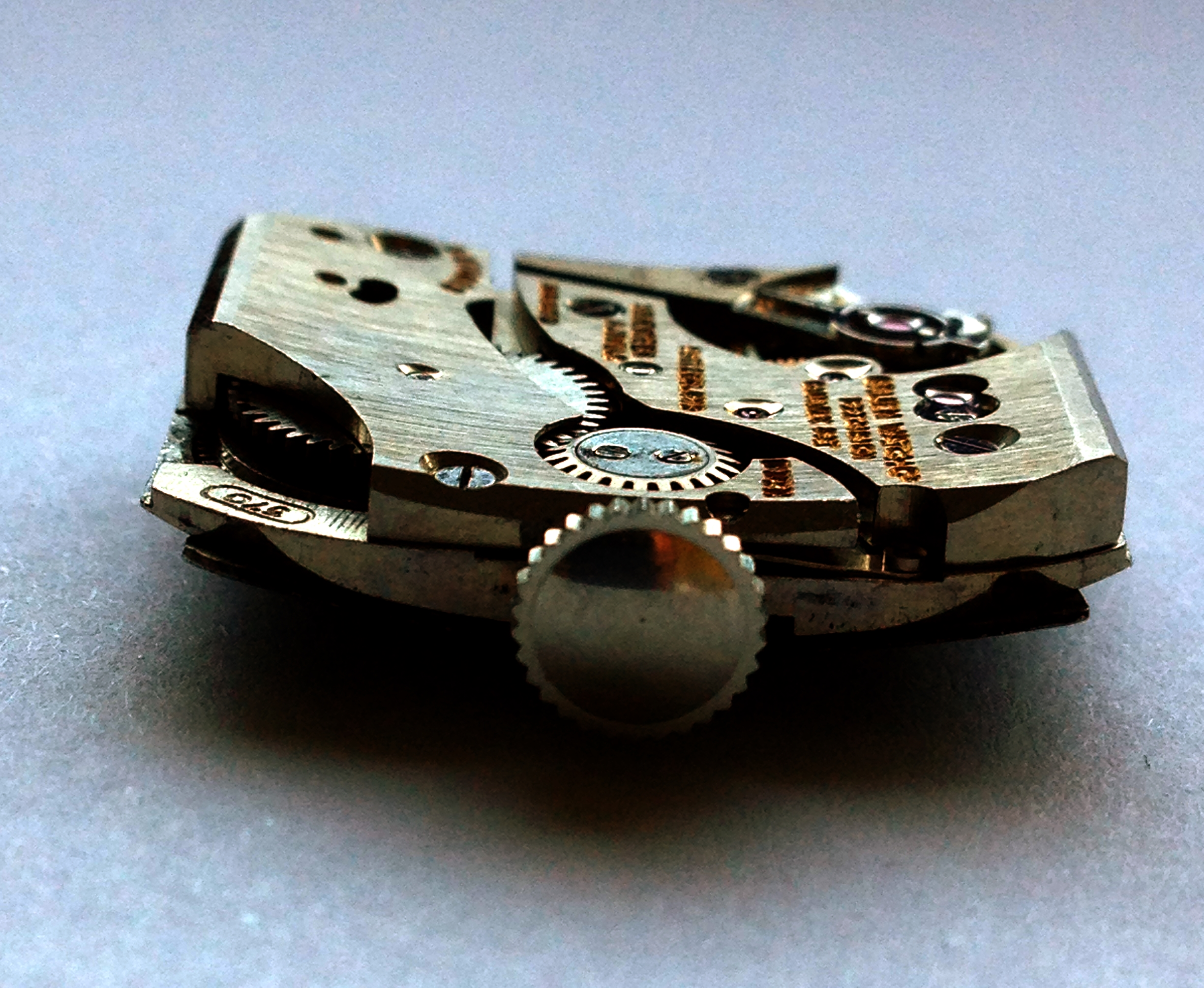
Gruen Curvex 370 Uhrwerk

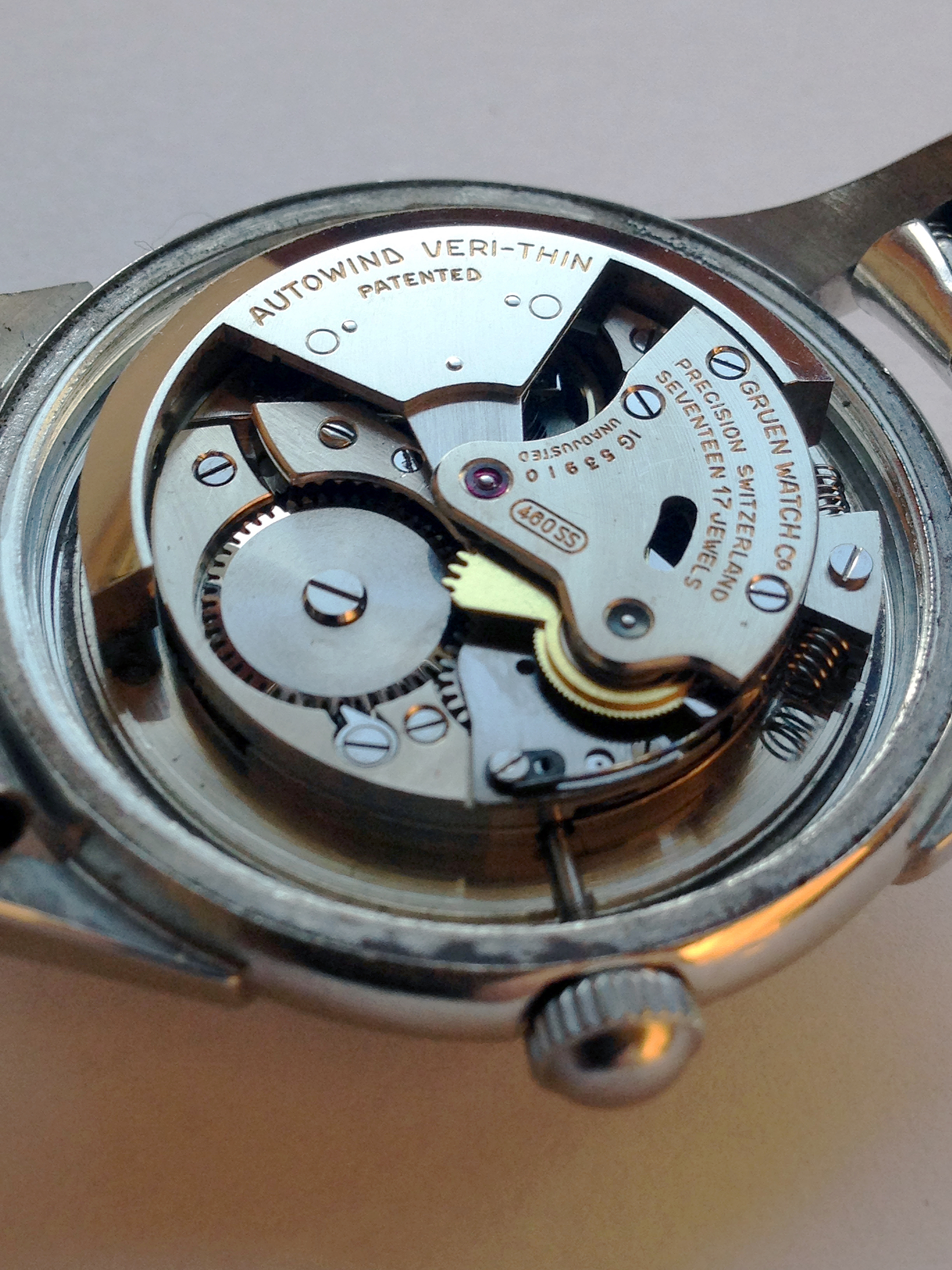
Gruen Autowind 480SS Uhrwerk

#### Watch Specialties
ca. 1910er Jahre; Zifferblatt meist nur mit Gruen bezeichnet; rundes Uhrwerk, mit der Bezeichnung Watch Specialties Co. und DG&S Logo; Uhrwerke u. a. 611, 806

#### Guild Watch
ca. 1920er Jahre; Zifferblatt meist nur mit Gruen bezeichnet; rundes Uhrwerk, mit der Bezeichnung Gruen Guild; Uhrwerke u. a. 127, 179, 315, 700, 703, 705, 707

#### Gruen Quadron
ca. 1925–1930er Jahre; Zifferblatt nur mit Gruen evtl. mit dem Zusatz Precision bezeichnet; tonnenförmiges Uhrwerk mit der Bezeichnung Gruen Guild; Uhrwerke u. a. 117, 119, 123, 157, 325, 355, 3251; Sonderform: Gruen Techni-Quadron (rechteckiges Uhrwerk mit gerundeten Ecken mit der Bezeichnung Gruen Guild, Uhrwerkstypen 877, 877S)

#### Gruen Watch
ca. 1930er-1950er Jahre; Zifferblatt nur mit Gruen evtl. mit dem Zusatz Precision oder weiteren Zusätzen bezeichnet; rundes, rechteckiges oder tonnenförmiges Uhrwerk, z. T. auch mit gebogener Oberseite mit der Bezeichnung Gruen Watch Co.; Uhrwerke u. a. 115, 155, 156, 400, 401, 410C, 411C, 421, 500, 501, 587

#### Gruen Curvex
ca. 1935 bis 1950er Jahre; Zifferblatt mit Gruen Curvex evtl. mit dem Zusatz Precision bezeichnet; auf Ober- und Unterseite gebogenes Uhrwerk mit der Bezeichnung Gruen Watch Co.; Uhrwerke 311, 330 440 und 370

#### Gruen Veri-Thin
ca. 1938–1950er Jahre; Zifferblatt mit Gruen Veri-Thin evtl. mit dem Zusatz Precision bezeichnet; rundes, tank- oder kissenförmiges Uhrwerk; Uhrwerke u. a. 380, 405, 405SS, 406, 406SS, 415, 415R, 416, 420, 420SS, 421, 421SS, 425, 426, 431, 435

#### Gruen 21
ca. 1949 bis 1950er Jahre; Zifferblatt mit Gruen 21 Precision und evtl. stilisiertem 21-Logo bezeichnet ohne Zusatz Swiss oder Switzerland da ausschließlich in eigenen Werkstätten in Cincinnati gefertigt; tonnenförmiges Uhrwerk; Uhrwerke 335, 335R und 335SS

#### Gruen Precision
ca. 1945–1960er Jahre; meist rundes seltener eckiges Zifferblatt mit Bezeichnung Gruen Precision und evtl. weiteren Zusätzen; Zentralsekunde, seltener dezentrale Sekunde bei 6 Uhr, evtl. mit Tag und Datum; frühere Modelle aus eigener Manufaktur, spätere Modelle von verschiedenen europäischen Herstellern, Uhrwerke u. a. 310R, 355, 355C, 415, 415SS, 420SS, 421SS, 422, 422SS, 422RSS, 425SS, 455R, 490SS, 497R, 510, 510CD, 510RSS, D510CD, N510, N510R, M510CA, 510RSSCA, 512CA, 512CD, N512CA, 515SS, 522CD, N522CD, 525SS, 528CD, 552RSS, 624SS, 770

#### Gruen Autowind
ca. 1950–1970er Jahre; Zifferblatt mit Bezeichnung Gruen Autowind oder Self-Wind und teilweise weiteren Zusätzen; Automatikuhrwerk mit Hammer oder Rotor; Zentralsekunde, seltener dezentrale Sekunde bei 6 Uhr, evtl. mit Tag und Datum; Uhrwerke u. a. 460, 460SS, 462, 462SS, 470, 470SS, 475, 480, 480SS, 490SS, 518CA, 518SS, 550SS, 560RSS, 570SS, 580SS, 580SSCD, N580SS, 622SS, 629SS, 631SS, N710CA, 710RSS, N710SS, 711CD, 712CA, 712SS, 718SS, 730CA, 731SS, 745, 750SS, 780CD, 790CA, 790CD, 930SS, 933SS

#### Gruen Geneve
ca. 1958–1976; Zifferblatt bezeichnet mit Gruen Genève teilweise mit weiteren Zusätzen; meist hochwertige Uhrwerke von verschiedenen Schweizer Herstellern, u. a. 224R, 711CD

#### Gruen Uhr mit Komplikationen
ca. 1950er-1970er Jahre; hierzu zählen Armbanduhren die neben Sekunde, Tag und Datumsanzeige weitere Komplikationen oder Besonderheiten aufweisen wie z. B. Gruen Mystery Dial, Uhrwerk 415; Gruen Power Reserve, Uhrwerk 550RI, Gruen Calendar, Uhrwerk 415CA; Gruen Alarm, Uhrwerke 910SS, 940RSS, 950CA; Chronograph, Uhrwerke 770CA, 770R; Jump Hour, Uhrwerk 156D, 238ADI; Airflight, Uhrwerk 422RSS, N510SS

#### Gruen Electronic
ca. 1960er Jahre; bezeichnet mit Gruen Electronic; frühe elektronische Uhren mit Batterie aber ohne Quarz aus Schweizer Herstellung

#### Gruen Quarz
ab ca. 1970er Jahre; Quarzuhren aus Schweizer, japanischer oder chinesischer Produktion verkauft u. a. unter der Bezeichnung Gruen Quartz, Gruen II, Embassy by Gruen, Precision by Gruen

#### Gruen mit mechanischen Uhrwerken aus japanischer und chinesischer Herstellung
ab ca. 1990er Jahre; oft Nachbauten ohne Lizenz oder billige Massenware mit Gruen Logo versehen